# Okříšky
Okříšky (en allemand : Klein Wartenberg) est un bourg (městys) du district de Třebíč, dans la région de Vysočina, en République tchèque. Sa population s'élevait à 1 996 habitants en 2024.

## Géographie
Okříšky se trouve à 9 km à l'ouest-nord-ouest de Třebíč, à 21 km au sud-est de Jihlava et à 155 km au sud-est de Prague.
La commune est limitée par Přibyslavice au nord, par Petrovice à l'est, par Hvězdoňovice au sud-est, par Pokojovice au sud, et par Heraltice et Zašovice à l'ouest.

## Histoire
La première mention écrite de la localité date de 1347.

## Transports
Par la route, Okříšky se trouve à 10 km de Třebíč, à 23 km de Jihlava et à 154 km de Prague.